# Thủy điện Pắc Ma
Thủy điện Pắc Ma là công trình thủy điện xây dựng trên dòng sông Đà tại vùng đất các xã Mù Cả, Mường Tè và Ka Lăng, huyện Mường Tè tỉnh Lai Châu, Việt Nam .
Thủy điện Pắc Ma có công suất lắp máy 140 MW với 4 tổ máy, sản lượng điện hàng năm 530 triệu KWh, khởi công tháng 3/2016 , dự kiến hoàn thành quý 3/2019 .
Thủy điện đặt tên theo bản Pắc Ma xã Mường Tè ở vị trí đập chính.

## Công trình liên quan
Gần với Thủy điện Pắc Ma là Thủy điện Nậm Củm 4 22°31′52″B 102°35′46″Đ / 22,530978°B 102,596181°Đ xây dựng trên sông Nậm Củm ở xã Mường Tè huyện Mường Tè.